# Iwelina Milkowa
Iwelina Milkowa (bulgarisch Ивелина Милкова, englisch Ivelina Milkova; * 17. März 2003) ist eine bulgarische Leichtathletin, die sich auf den Diskuswurf spezialisiert hat, aber auch im Kugelstoßen an den Start geht.

## Sportliche Laufbahn
Erste Erfahrungen auf Wettkämpfen internationaler Ebene sammelte Iwelina Milkowa im Jahr 2021, als sie bei den U20-Balkan-Hallenmeisterschaften in Sofia mit einer Weite von 12,50 m den vierten Platz im Kugelstoßen belegte. Im Juni gelangte sie bei den U20-Balkan-Meisterschaften in Istanbul mit 11,78 m auf Rang sieben. Im Jahr darauf wurde sie bei den U20-Balkan-Hallenmeisterschaften in Belgrad mit 12,76 m Sechste und 2024 belegte sie bei den Balkan-Meisterschaften in Izmir mit 49,46 m den achten Platz im Diskuswurf. Im Jahr darauf wurde sie bei der 2. Liga der Team-Europameisterschaft in Maribor mit 43,78 m 14. im Diskuswurf und gelangte im Kugelstoßen mit 12,37 m auf Rang 16. Anschließend verpasste sie bei den U23-Europameisterschaften in Bergen mit 44,37 m den Finaleinzug.
In den Jahren 2023 und 2024 wurde Milkowa bulgarische Meisterin im Diskuswurf sowie 2024 auch im Kugelstoßen. Zudem wurde sie 2024 und 2025 Hallenmeisterin im Kugelstoßen.

## Persönliche Bestleistungen
- Kugelstoßen: 13,67 m, 17. Februar 2024 in Sofia
- Diskuswurf: 51,34 m, 18. Mai 2024 in Craiova